# Mauro Cerone
Mauro Cerone (Mar del Plata, Buenos Aires, 25 de octubre de 1991) es un baloncestista argentino que se desempeña como pívot en Peñarol de Rosario del Tala en La Liga Federal de Argentina.

## Trayectoria

### Clubes
| Club                        | País      | Año             |
| --------------------------- | --------- | --------------- |
| Peñarol de Mar del Plata    | Argentina | 2011            |
| Peñarol de Rosario del Tala | Argentina | 2011 - 2014     |
| Villa Ángela Basket         | Argentina | 2014 - 2015     |
| Unión de Goya               | Argentina | 2015 - 2016     |
| Unión de Mar del Plata      | Argentina | 2016 - 2017     |
| Peñarol de Rosario del Tala | Argentina | 2017 - 2018     |
| Atlético Bell               | Argentina | 2018 - 2019     |
| Central Entrerriano         | Argentina | 2019 - 2020     |
| Peñarol de Mar del Plata    | Argentina | 2020            |
| Unión de Mar del Plata      | Argentina | 2021            |
| Centro Bancario Gualeguay   | Argentina | 2021            |
| Echagüe                     | Argentina | 2021            |
| Peñarol de Rosario del Tala | Argentina | 2022            |
| Belgrano de San Nicolás     | Argentina | 2023            |
| Peñarol de Rosario del Tala | Argentina | 2023 - 2024     |
| Trebolense                  | Argentina | 2025            |
| Peñarol de Rosario del Tala | Argentina | 2025 - Presente |